# 盛乐郡
盛乐郡，中国古郡。
北魏永熙中置，治所在归顺县（今山西省祁县境，一说在文水县东）。辖境相当今祁县、文水县等一带。后省。